# Козен, Пётр Андреевич
Пётр Андреевич Козен (1776—1853) — русский военный деятель, генерал от артиллерии, участник войн с Наполеоном.
Брат генерал-лейтенанта, директора Училища гражданских инженеров Фёдора Андреевича Козена.

## Биография
Сын небогатого секунд-майора из дворян Лифляндской губернии родился в Нарве 27 августа 1776 года. По окончании Артиллерийского и инженерного шляхетского кадетского корпуса в июле 1796 года он был выпущен штык-юнкером в артиллерию; в январе следующего года был произведён в поручики, а в 1798 году значился в списках конного батальона полковника Богданова рядом с первыми конноартиллеристами, также воспитанниками шляхетского кадетского корпуса Гаврилой Игнатьевым, Львом Яшвилем, Фёдором Раллем и Александром Сеславиным.
В октябре 1803 года П. А. Козен — штабс-капитан, в 1805 году служит в гвардейской конной роте полковника В. Г. Костенецкого вместе с Дмитрием Столыпиным, Николаем Сеславиным, Ростиславом Захаровым, Александром Раллем — будущими героями Бородина. Но и среди такого яркого окружения в первом же сражении под Аустерлицем Петр Козен не остался незамеченным: за отличие в нём он удостоен Золотой шпаги «За храбрость», а спустя полгода произведён в капитаны.
В кампании 1807 год П. А. Козен вновь на виду: 29 мая в сражении под Гейльсбергом контужен, через три дня в схватке под Фридландом за отличие пожалован орденом Св. Владимира 4-й степени с бантом, в октябре назначен командиром конной роты при гвардейской конной артиллерии, а в августе 1808 года произведён в полковники. 1811 год принёс новые повышения по службе молодому полковнику: в феврале он назначен командиром 1-й запасной артиллерийской бригады, в апреле — командиром лейб-гвардии Конно-артиллерийской роты, состоявшей из двух батарей. В кампаниях 1812—1814 годов эта часть действовала в составе 1-й кирасирской дивизии.
В указанной должности П. А. Козен встретил начало войны с Наполеоном и уже на третий день принял участие в двухдневных боях под Витебском. Затем отходил в составе войск 1-й Западной армии вглубь страны, 5 и 6 августа сражался за Смоленск. Надёжной опорой для него в этих боях стали его молодые коллеги по кадетскому корпусу: в первой батарее Ростислава Захарова они составили 77 процентов от всех офицеров, во второй — Александра Ралля 2-го — 68 %.
Геройски проявили себя обе батареи в Бородинском сражении, введённые в бой из резерва в решающие моменты битвы. Они с честью выполнили поставленные передними боевые задачи, хотя и понесли огромные потери: от полученных ран скончались Р. Захаров и А. Ралль, убито было шесть офицеров, выбыло из строя 110 нижних чинов убитыми и ранеными, пало 113 лошадей. За мужество и героизм, проявленные в Бородинском сражении, 11 офицеров гвардейской конной артиллерии были награждены орденами, в том числе удостоен ордена св. Владимира 3-й степени П. А. Козен.
Активно участвовали подчинённые П. А. Козена в атаке лагеря под Тарутино 6 октября и под Малоярославцем; сам полковник Козен за Малоярославец был награждён орденом Св. Георгия 4-й степени.

Сказала своё веское слово гвардейская конная артиллерия под командование П. А. Козена в сражениях под Вязьмой (22 октября), Красным (13 ноября) и под Борисовом (20 ноября). Принял участие он и в заграничных походах 1813 и 1814 годов; 15 сентября 1813 года награждён орденом Св. Георгия 3-й степени 
В воздаяние отличных подвигов мужества, храбрости и распорядительности, оказанных в сражении с французами 9 мая при Бауцене.
За бои при Лютцене, за отличие в генеральном сражении при Бауцене 8 и 9 мая произведён в генерал-майоры; 15 августа во время битвы под Дрезденом назначен начальником артиллерии гвардейского корпуса. В этой должности он участвовал в Кульмском сражении 18 августа и в трёхдневной битве народов при Лейпциге в октябре 1813 года. Новые отличия последовали в 1814 году: за сражения при Бриенне и Арси-сюр-Обе 17 октября 1814 годаref name="Список" /> ему был пожалован орден Св. Анны 1-й степени, а за Фершампенуаз — Золотая сабля с алмазами «За храбрость». Завершилась война для П. А. Козена 18 марта под Парижем.
По окончании войны командовал артиллерией Гвардейского корпуса. С 31 декабря 1819 года состоял при генерал-фельдцейхмейстере великом князе Михаиле Павловиче. За отличную усердную службу был награждён в 1823 году алмазными знаками к ордену Св. Анны 1-й степени. В 1825 году уволен по домашним обстоятельствам, однако 10 января 1826 года вновь принят на службу при генерал-фельдцейхмейстере офицером по особым поручениям, а семь месяцев спустя произведён в генерал-лейтенанты.
В январе 1827 года произошёл неожиданный поворот в военной карьере П. А. Козена. Он был назначен управляющим учебной артиллерийской бригадой, Петербургским арсеналом, Охтинским пороховым заводом и Санкт-Петербургской лабораторией, а с июля следующего года ещё и инспектором местных арсеналов. Опытный артиллерист детально знакомится с производством порохов, технологией изготовления и ремонта артиллерийского вооружения и боеприпасов. Его успешная деятельность была отмечена орденом Св. Владимира 2-й степени (06.04.1830). С сентября 1834 года П. А. Козен возглавил ракетное заведение, занимавшееся изготовлением боевых ракет и совершенствованием технологии их производства. За большой вклад в отечественное ракетостроение он был награждён орденом Белого орла (27.01.1844); 17 марта 1845 года произведён в генералы от артиллерии; 28 октября 1847 года пожалован орденом Св. Александра Невского.
Был также награждён прусским орденом Красного Орла 2-й степени; австрийским орденом Леопольда 2-й степени; баварским Военным орденом Максимилиана Иосифа 2-й степени; крестом за Кульм.
Умер 9 (21) декабря 1853 года; исключён из списков умершим 15 декабря 1853 года.
Был женат на дочери титулярного советника Д. И. фон Шотена.